# Municipio de Long Creek (Carolina del Norte)
El municipio de Long Creek (en inglés: Long Creek Township) es un municipio ubicado en el  condado de Pender en el estado estadounidense de Carolina del Norte. En el año 2010 tenía una población de 2.241 habitantes.

## Geografía
El municipio de Long Creek se encuentra ubicado en las coordenadas 34°28′26.6″N 77°58′54.97″O / 34.474056, -77.9819361.